# 유봉여자고등학교
유봉여자고등학교(裕鳳女子高等學校)는 대한민국 강원특별자치도 춘천시 교동에 있는 사립 고등학교이다.

## 학교 연혁
- 1964년 12월 30일 : 학교법인 동도학원 설립 인가
- 1969년 11월 22일 : 동도여자고등학교 설립 인가
- 1969년 12월 30일 : 법인명 및 교명 변경 인가 (학교법인 유봉학원, 유봉여자고등학교)
- 1970년 3월 5일 : 제1회 입학식
- 1973년 2월 25일 : 제1회 졸업식
- 2022년 8월 4일 : 조규대 이사장 취임
- 2025년 1월 7일 : 제53회 졸업식(졸업생 219명, 졸업생 누계 20,532명)
- 2025년 2월 25일 : 제17대 주석훈 교장 취임
- 2025년 3월 4일 : 제56회 입학식

## 참고 자료
- 유봉여자고등학교 - 한국교육학술정보원 학교알리미